# Eleccions regionals de Sicília de 1959
Les eleccions regionals per a renovar l'Assemblea Regional de Sicília se celebraren el 7 de juny de 1959. La participació fou del 85,7%.
| ← Eleccions regionals de Sicília, 1959 →   |           |        |        |
| Partits                                    | vots      | %      | escons |
| Partit Democràtic Cristià                  | 937.734   | 38,6%  | 33     |
| Partit Comunista Italià (PCI)              | 476.151   | 19,6%  | 20     |
| Unió Siciliana Cristiana Social            | 257.023   | 10,6%  | 9      |
| Partit Socialista Italià (PSI)             | 237.708   | 9,8%   | 12     |
| Moviment Social Italià (MSI)               | 183.788   | 7,6%   | 8      |
| Partit Democràtic Italià                   | 115.296   | 4,7%   | 3      |
| Partit Liberal Italià (PLI)                | 90.890    | 3,7%   | 2      |
| Partit Socialista Democràtic Italià (PSDI) | 52.583    | 2,2%   | 2      |
| Llista PCI local                           | 42.460    | 1,7%   | 1      |
| Partit Republicà Italià (PRI)              | 7.536     | 0,3%   | -      |
| Moviment Independentista Sicilià (MIS)     | 2.254     | 0,1%   | -      |
| altres                                     | 25.797    | 1,1%   | -      |
| Total                                      | 2.426.220 | 100,00 | 90     |

Fonts: Ministeri del l'Interior, ISTAT i Assemblea Regional Siciliana